# Каселер

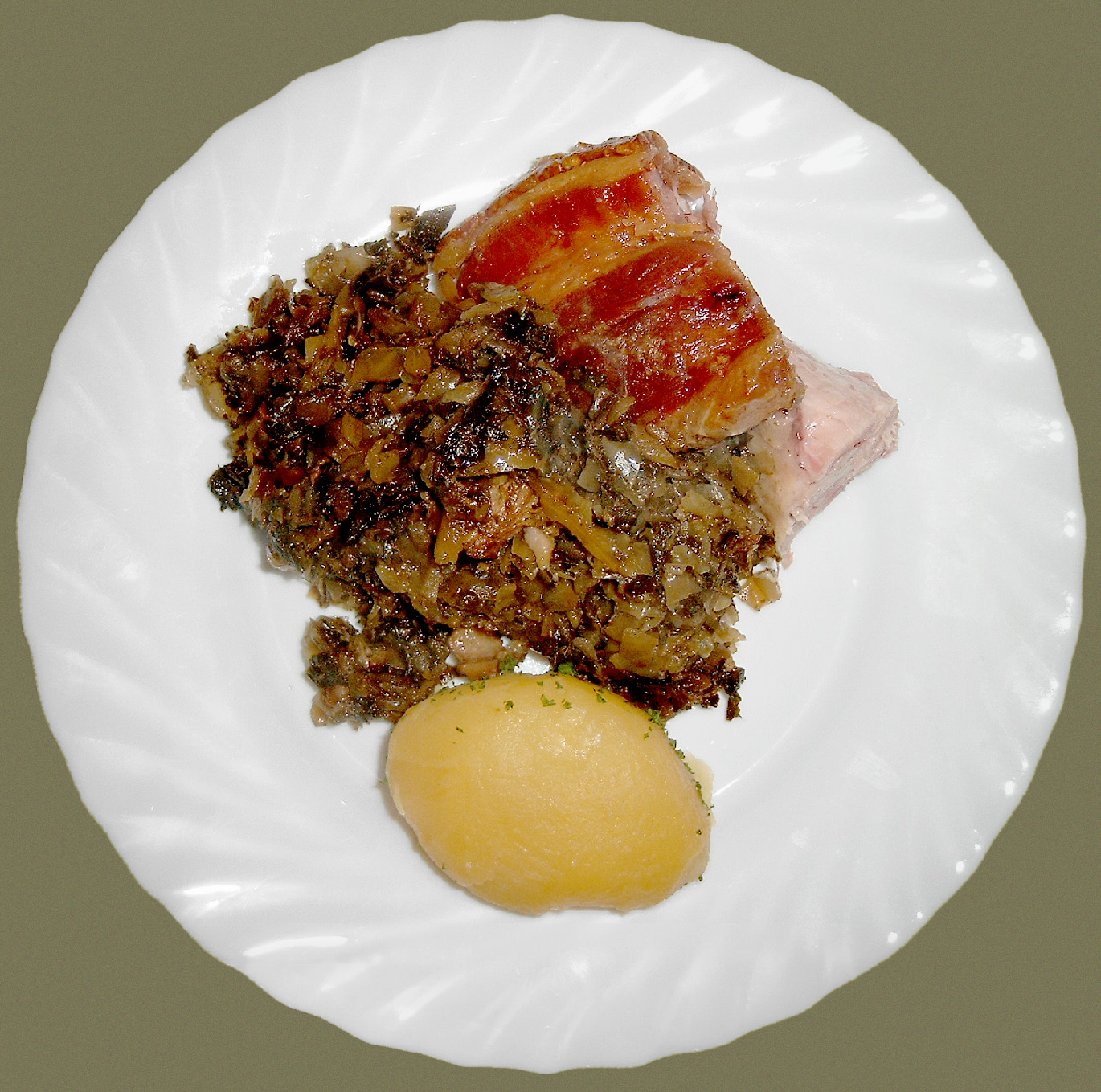
Каселер з кніперколем та відвареною картоплею

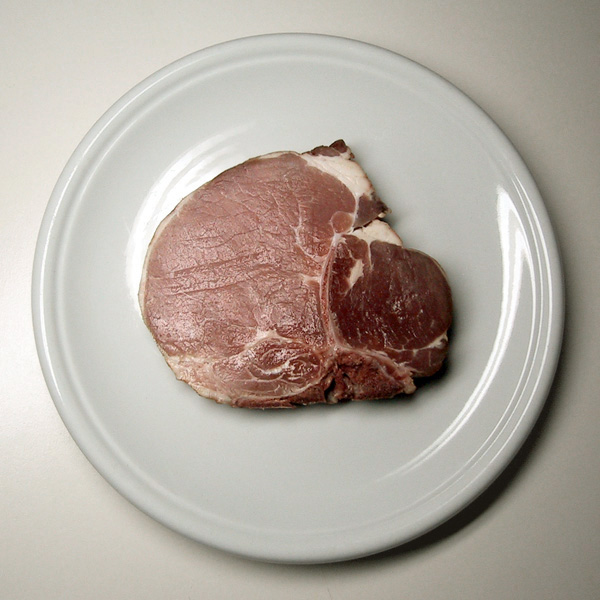
Сирий каселер

Ка́селер або ка́слер (нім. Kasseler, Kassler — «касельське») — у Німеччині, Австрії та Швейцарії традиційне солоне в нітритному розсолі та злегка підкопчене свиняче м'ясо, зазвичай антрекот, корейка, шийка. 
В Австрії таку страву називають німецьким словом, що означає «корейка», «копчена грудинка» (нім. Selchkarree), а в Швейцарії — «копчені реберця» (нім. geräuchertes Rippli). У Фінляндії каселером називають свинячу шийку.
Кассельська свинина з квашеною капустою та шпиком була улюбленою стравою лідера НДР Еріха Хонекера.

## Походження
Касселер не має жодного відношення до гессенського міста Касселя. Традиційно «винахід» каселера приписують якомусь м'яснику Касселю (Cassel), котрий володів у XIX сторіччі м'ясною лавкою неподалік Потсдамської площі в Берліні, якому прийшла ідея трохи витримати м'ясо перед копченням у розсолі. Посол забезпечував свинині неповторний смак, каселер одразу потрапив у делікатеси того часу і продавався у найпрестижніших торгових будинках. Лише після Другої світової війни статус каселера знизився до звичайної повсякденної та типової страви німецької кухні післявоєнного часу.

## Варіанти
З каселера готують різні м'ясні страви: його смажать, варять та запікають у печі. Попередньо оброблене м'ясо не потребує тривалого приготування. Каселер — напівфабрикат на приготування німецьких густих супів — айнтопфів, особливо капустяних. Як другу страву каселер теж часто подають із квашеною капустою або кніперколем та картоплею.